# Samura Kamara
Samura Mathew Wilson Kamara (Kamalo, 30 de abril de 1951) es un político y economista sierraleonés.
Kamara fue candidato del partido Congreso de Todos los Pueblos (APC) a la presidencia de Sierra Leona en dos ocasiones: la primera fue para las elecciones de 2018 y, nuevamente se presentó en las elecciones de 2023. Anteriormente, fue nombrado Ministro de Relaciones Exteriores y Cooperación Internacional de Sierra Leona, ocupó dicho cargo de 2012 a 2017, También fue ministro de Finanzas y Desarrollo Económico de 2009 a 2013, gobernador del Banco de Sierra Leona de 2007 a 2009 y Secretario Financiero en el Ministerio de Finanzas durante la administración del presidente Ahmad Tejan Kabbah. En diciembre de 2023, el Tribunal de Apelaciones de Samura Kamura, bajo orden de arresto, ordenó el arresto inmediato de Samura Kamura, por su participación en un caso relacionado con la venta de acciones de una empresa minera cuando era ministro de Finanzas..